# Child Is Father to the Man
Albums de Blood, Sweat & Tears
Blood, Sweat and Tears
(1968)
Child Is Father to the Man est le premier album du groupe américain Blood, Sweat & Tears, sorti en 1968.

## L'album
Il atteint la 47e place du Billboard 200 aux États-Unis et la 40e du classement officiel au Royaume-Uni.
En 1999, il reçoit le Grammy Hall of Fame Award.
En 2003, Rolling Stone le classe à la 254e place de sa liste des 500 plus grands albums de tous les temps.

## Histoire
Adolescent, Al Kooper assiste à un concert du trompettiste de jazz Maynard Ferguson en 1960. La performance de Ferguson sert de catalyseur pour démarrer un groupe rock avec une section de cuivres. 
À l'origine dans un groupe appelé The Blues Project, Kooper part après que le leader du groupe, Danny Kalb, a rejeté son idée de créer une section de cuivres. 
Il rejoint alors la côte ouest et rencontre le bassiste Jim Fielder qui croit aux chansons écrites par Kooper.
Ce dernier a de grandes idées pour son prochain projet, mais pas l'argent pour les concrétiser. 
Il invite plusieurs musiciens avec lesquels il a déjà travaillé, comme Judy Collins, Simon & Garfunkel, David Blue, Eric Andersen et Richie Havens. 
Tous les billets pour leurs concerts sont rapidement vendus, ce qui amène Kooper à croire que ces concerts l'ont aidé. Malheureusement, le propriétaire du "Cafe Au Go Go" ajoute de nombreuses dépenses aux recettes brutes, à tel point que les recettes nettes après la représentation sont insuffisantes pour obtenir un billet d'avion ou un taxi pour l'aéroport.
Il appelle ensuite Fielder et le convainc de venir à New York. 
Il recrute également Bobby Colomby, Anderson, et Steve Katz, son ami dans son ancienne formation The Blues Project. 
Colomby mobilise Fred Lipsius et son groupe place une annonce dans "The Village Voice" à la recherche de musiciens jouant des cuivres. 
En moins d'un mois, le groupe assemble huit chansons qui contenaient également Randy Brecker, Jerry Weiss et Dick Halligan.
Kooper demande ensuite à John Simon de les produire, après que ce dernier soit fraîchement sorti de la production de l'album Bookends de Simon & Garfunkel. 
L'album est enregistré en deux semaines en décembre 1967. 
Simon demande à tous les membres d'enregistrer leur matériel en une seule prise afin qu'il puisse étudier des chansons et faire des suggestions utiles sur les arrangements. 
Après une brève tournée promotionnelle, Colomby et Katz évincent Kooper du groupe, ce qui fait de Child is Father to the Man le seul album de Blood, Sweat & Tears sur lequel Kooper soit apparu.
Le groupe aurait plus tard deux albums numéro un et plusieurs Grammys, bien que Kooper ait estimé qu'ils jouaient de la musique avec laquelle il était en désaccord. 
Bien qu'on lui ait demandé de quitter Blood, Sweat & Tears, Kooper a estimé que tout fonctionnait bien pour lui et le groupe.

### Titres
Tous les titres sont de Al Kooper, sauf mention contraire.
1. Overture (1:32)
2. I Love You More Than You'll Ever Know (5:57)
3. Morning Glory (Larry Beckett, Tim Buckley) (4:16)
4. My Days Are Numbered (3:19)
5. Without Her (Harry Nilsson) (2:41)
6. Just One Smile (Randy Newman) (4:38)
7. I Can't Quit Her (Kooper, Irwin Levine) (3:38)
8. Meagan's Gypsy Eyes (Steve Katz) (3:24)
9. Somethin' Goin' On (8:00)
10. House in the Country (3:04)
11. The Modern Adventures of Plato, Diogenes and Freud (4:12)
12. So Much Love/Underture (Gerry Goffin/Carole King) (Al Kooper) (4:47)

- Chansons bonus sur la réédition de 2000 :
- 13 Refugee from Yuhupitz (Instrumental) [version démo - mono] (Kooper) – (3:44)
- 14 I Love You More Than You'll Ever Know (version démo - mono) (kooper) - (6:10)
- 15 The Modern Adventures of Plato, Diogenes and Freud (version démo - mono) (kooper) - (5:03)

### Musiciens
Blood, Sweat & Tears
- Steve Katz : guitares, luth sur (6), chant sur (3, 8), chœurs sur (3)
- Jim Fielder : basse, basse fretless
- Al Kooper : orgue, piano, ondioline (8), chant sur (2, 4-7, 9-12)
- Fred Lipsius : piano, saxophone alto
- Dick Halligan : trombone
- Jerry Weiss (en) : trompette, bugle, chœurs (4)
- Randy Brecker : trompette, bugle
- Bobby Colomby : batterie, percussions ; chœurs sur (4, 10)

Musiciens additionnels
- Anahid Ajemian, Paul Gershman, Manny Green, Julie Held, Harry Katzman, Leo Kruczek, Harry Lookofsky, Gene Orloff : violons
- Harold Coletta : alto
- Charles McCracken, Alan Schulman : violoncelle
- The Manny Vardi : Cordes
- John Simon : orgue, piano, cloche à vaches, direction de l'orchestre
- Al Gorgoni : orgue, guitare, chœurs
- Doug James : shaker
- Melba Moorman, Valerie Simpson : chœurs
- Fred Catero : effets sonores

### Classements hebdomadaires
| Classement (1968)             | Meilleure place |
| ----------------------------- | --------------- |
| États-Unis (Billboard 200)    | 47              |
| Royaume-Uni (UK Albums Chart) | 40              |

## Certifications
| Pays              | Certification | Unités certifiées | Date de certification |
| ----------------- | ------------- | ----------------- | --------------------- |
| États-Unis (RIAA) | Or            | 500 000           | 2 décembre 1969       |